# Simala (Sardinien)
Simala ist eine italienische Gemeinde (comune) mit 293 Einwohnern (Stand 31. Dezember 2023) in der Provinz Oristano im Westen Sardiniens. Die Gemeinde liegt etwa 28,5 Kilometer südöstlich von Oristano am Parco Geominerario Storico ed Ambientale della Sardegna.